# 박돈지
박돈지(朴惇之, 1342년 1월 6일 ~ 1422년 9월 2일)은 고려 말 조선 초의 문신으로, 본관은 밀양(密陽), 초명은 박계양(趙啓陽), 자는 계신(季信)이다.

## 생애
1360년(공민왕 9) 9월 진사시(進士試)에 장원으로 합격했으며, 10월 병과(丙科) 5위로 문과에 급제했다.
1362년(공민왕 11) 문예부승(文睿府丞), 1363년(공민왕 12) 전의주부(典醫注簿), 1364년(공민왕 13) 7월 고공좌랑(考功佐郞), 12월 예의좌랑(禮儀佐郞), 1365년(공민왕 14) 군부좌랑(軍簿佐郞), 1366년(공민왕 15) 고공정랑(考功正郞)·예문응교(藝文應敎)·지제교(知製敎), 1367년(공민왕 16) 군부정랑(軍簿正郞), 1368년(공민왕 17) 내사사인(內書舍人), 1371년(공민왕 20) 비서감(祕書監)을 차례로 거쳤다.
1374년(공민왕 23) 장모 홍씨(洪氏)와 통정하는 일이 있었는데, 탄로나자 도망쳐 버렸다.
이후 박계양에서 박돈지로 개명했으며, 1388년(창왕 즉위년) 명에 사신으로 입조하는 한산군(韓山君) 이색(李穡) 등과 압물관(押物官)으로서 동행했다.
이때 명에서 직접 물건을 매매했다는 이유로 이듬해 사헌부(司憲府)의 탄핵을 받고 먼 고을로 유배되었는데, 진짜 이유는 이숭인(李崇仁)과 사이가 좋았기 때문이었다.
1398년(태조 7) 회례사(回禮使)로서 일본에 파견되어 육주목(六州牧) 오우치 요시히로(大内義弘)를 만났으며, 이듬해 5월 왜구 근절책을 교섭하고 돌아왔다.
이 공으로 판전중시사(判殿中寺事)로 발탁되었으며, 11월 항복한 왜인들을 위로했다.
12월 판봉상시사(判奉常寺事)·보문각직제학(寶文閣直提學), 이듬해 검교한성부윤(檢校漢城府尹)·보문각학사(寶文閣學士)·판전의시사(判典醫寺事)를 차례로 거쳤다.
1401년(태종 원년) 남쪽 지방의 조세를 육로로 운송해서 생기는 폐단에 대해 상소했으며, 이듬해 4월 형조판서(刑曹典書)로 임명되었다.
5월 안동대도호부사(安東大都護府使)로 발령받았으나, 같은 날 사간원(司諫院)의 상소로 면직되고 다음날 승추부제학(承樞府提學)·판군기감사(判軍資監事)로 고쳐 임명되었다.
같은 달 노숭(盧崇)을 대신해 명에 사은사(謝恩使)로 갔으나, 길이 막혀 8월 황제의 조서(詔書)만을 베끼고 돌아왔으며, 9월 공안부윤(恭安府尹)·수문전제학(修文殿提學)·판군자감사(判軍資監事)로 임명되었다.
1404년(태종 4) 과거 자신의 범죄 기록을 파기했다는 이유로 지의정부사(知議政府事) 이첨(李詹)·형조전서(刑曹典書) 이사영(李士穎)과 함께 사간원의 탄핵을 받았으며, 같은 달 인주(仁州)로 유배되었다.
1410년(태종 10) 4월 야인들이 동북면(東北面)에 침범한 사실을 알리기 위해 다시 명에 주문사(奏聞使)로 갔다가 돌아왔으며, 9월 검교판한성부사(檢校判漢城府事)로 임명되었다.
일찍이 명에 주문사로 갔을 때 무역을 자행한 일 때문에 11월 사헌부에서 죄를 청했으나, 왕이 이를 용서했으며, 이듬해 검교참찬의정부사(檢校參贊議政府事)에 이르렀다.
1422년(세종 4) 고향인 밀양부(密陽府)에서 졸했다.

## 가족 관계
- 증조 - 박성진(朴成進)[9] : 정용장군(精勇將軍)
  - 조부 - 박원(朴原)[9] : 판전교시사(判典校寺事)
    - 아버지 - 박윤문(朴允文)[10] : 밀성군(密城君)
    - 어머니 - 도첨의중찬(都僉議中贊)·수문관대제학(修文館大提學)·감춘추관사(監春秋館事)·판전리사사(判典理司事)·상호군(上護軍), 문정공(文正公) 김태현(金台鉉, 1261년 ~ 1330년)의 차녀[11]
      - 형 - 박린(朴僯)[10] : 초명 박밀양(朴密陽), 밀산군(密山君)
      - 형 - 박대양(朴大陽)[10] : 밀천군(密川君)
      - 형 - 박소양(朴少陽/朴紹陽)[10] : 운남(雲南)에 사신으로 가서 돌아오지 않음
      - 형 - 박삼양(朴三陽)[10] : 정언(正言)
      - 부인 - 전주목사(全州牧使) 홍만룡(洪萬龍)의 딸[10]
        - 아들 - 박사제(朴思齊)[1] : 판도총랑(版圖摠郞)
        - 첫째 사위 - 이의산(李義山)[1]
        - 둘째 사위 - 정경(鄭耕, 1370년 ~ 1421년) : 전주부윤(全州府尹)

## 같이 보기
- 조선의 대외 관계
- 조선 통신사